# نانسی ۹ (حست می‌کنم)
«نانسی ۹ (حست می‌کنم)» (عربی: حاسّة بيك) آلبومی از هنرمند اهل لبنان نانسی عجرم است که در ۱ اردیبهشت ۱۳۹۶ منتشر شد.
این آلبوم نهمین آلبوم رسمی نانسی و یازدهمین آلبوم او در مجموع است.